# Aljaška
Aljaška (anglicky Alaska  [əˈlæskə]IPA, oficiálně State of Alaska) je stát nacházející se na západním pobřeží Spojených států amerických, v oblasti pacifických států v západním regionu USA. Aljaška, která leží převážně na stejnojmenném poloostrově a která tvoří exklávu Spojených států, je nejsevernějším, nejzápadnějším a největším státem USA. Na východě hraničí s kanadským teritoriem Yukon a na jihovýchodě s kanadskou provincií Britská Kolumbie, která ji odděluje od kontinentálních Spojených států (vzdálenost Aljašky od státu Washington je přibližně 800 km). Severní a severozápadní ohraničení státu tvoří Severní ledový oceán, zbytek poloostrova a území státu je ohraničen Tichým oceánem.
Se svou rozlohou 1 717 856 km² je Aljaška největším státem USA, v počtu obyvatel (přibližně 733 tisíc) je však třetím nejméně lidnatým státem USA a s hodnotou hustoty zalidnění 0,5 obyvatele na km² je na posledním 50. místě. Hlavním městem je Juneau s 30 tisíci obyvateli. Největšími městy jsou Anchorage s 300 tisíci obyvateli, dále Fairbanks (30 tisíc obyv.), Sitka (9 tisíc obyv.), Wasilla (9 tisíc obyv.) a Ketchikan (8 tisíc obyv.). Aljašce patří 8980 km pobřeží Tichého oceánu a 1706 km pobřeží Severního ledového oceánu. Nejvyšším bodem státu a zároveň celých USA je vrchol Denali s nadmořskou výškou 6190 m v Aljašských horách. Největšími toky jsou řeky Yukon a Kuskokwim.
První Evropané prozkoumali pobřeží Aljašky ve 30. letech 18. století, stejně jako v dalších desetiletích se jednalo o Rusy. Ti zde na konci 18. století založili první osady a i přes několik španělských expedic do oblasti se region stal součástí Ruska. Jméno Aljaška pochází z této doby, ruský název „Аляска“ pro celý poloostrov byl pravděpodobně odvozen z aleutského výrazu označujícího oblast Aljašky. Celé území odkoupily od Ruska v roce 1867 Spojené státy, které zde zřídily v roce 1912 teritorium, jež existovalo téměř 50 let. Aljaška se 3. ledna 1959 stala 49. státem USA.

## Historie

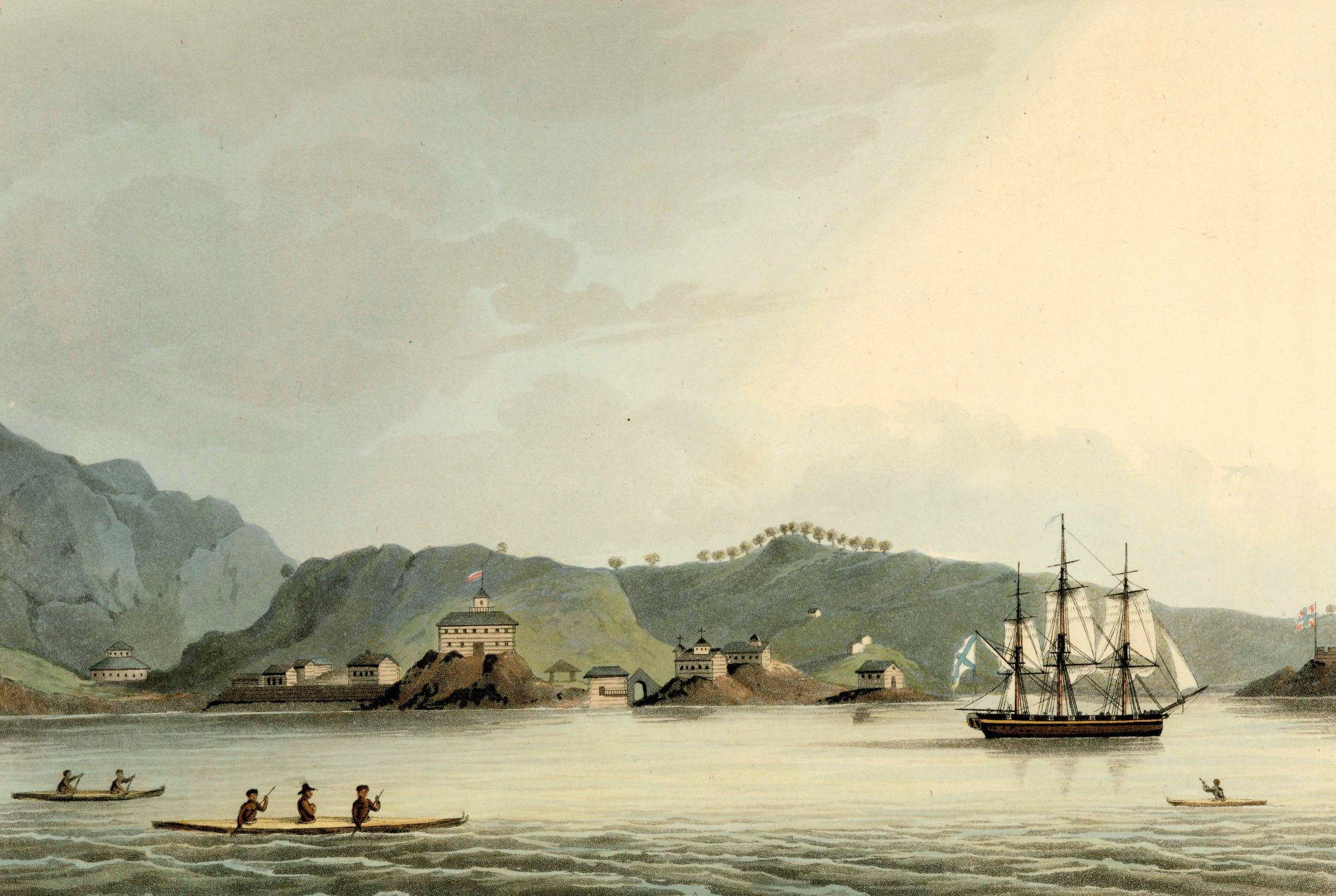
Ruská osada Přístav sv. Pavla (Ostrov Kodiak, 1814)

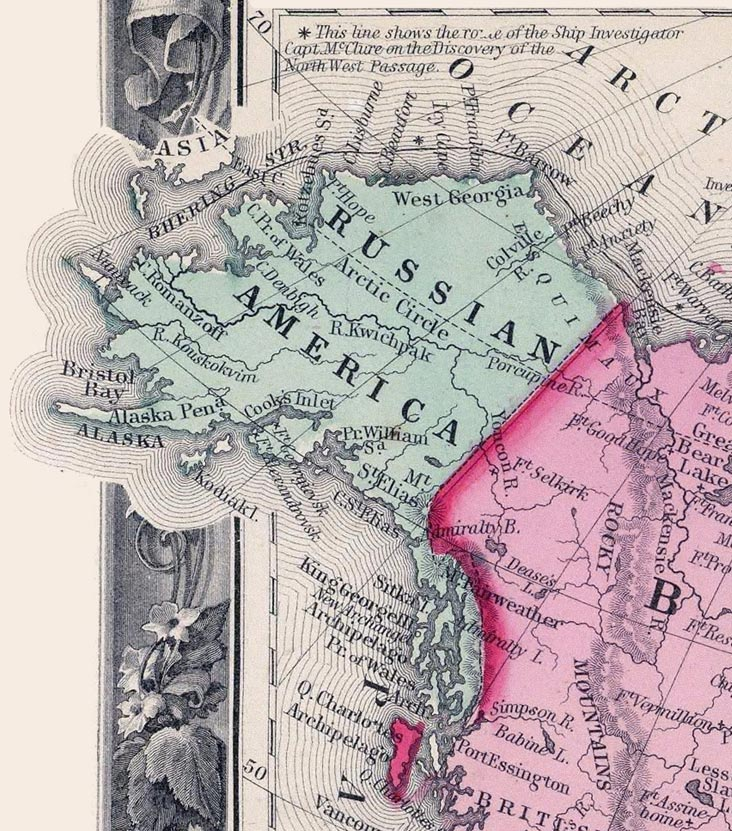
Ruská Amerika v roce 1860

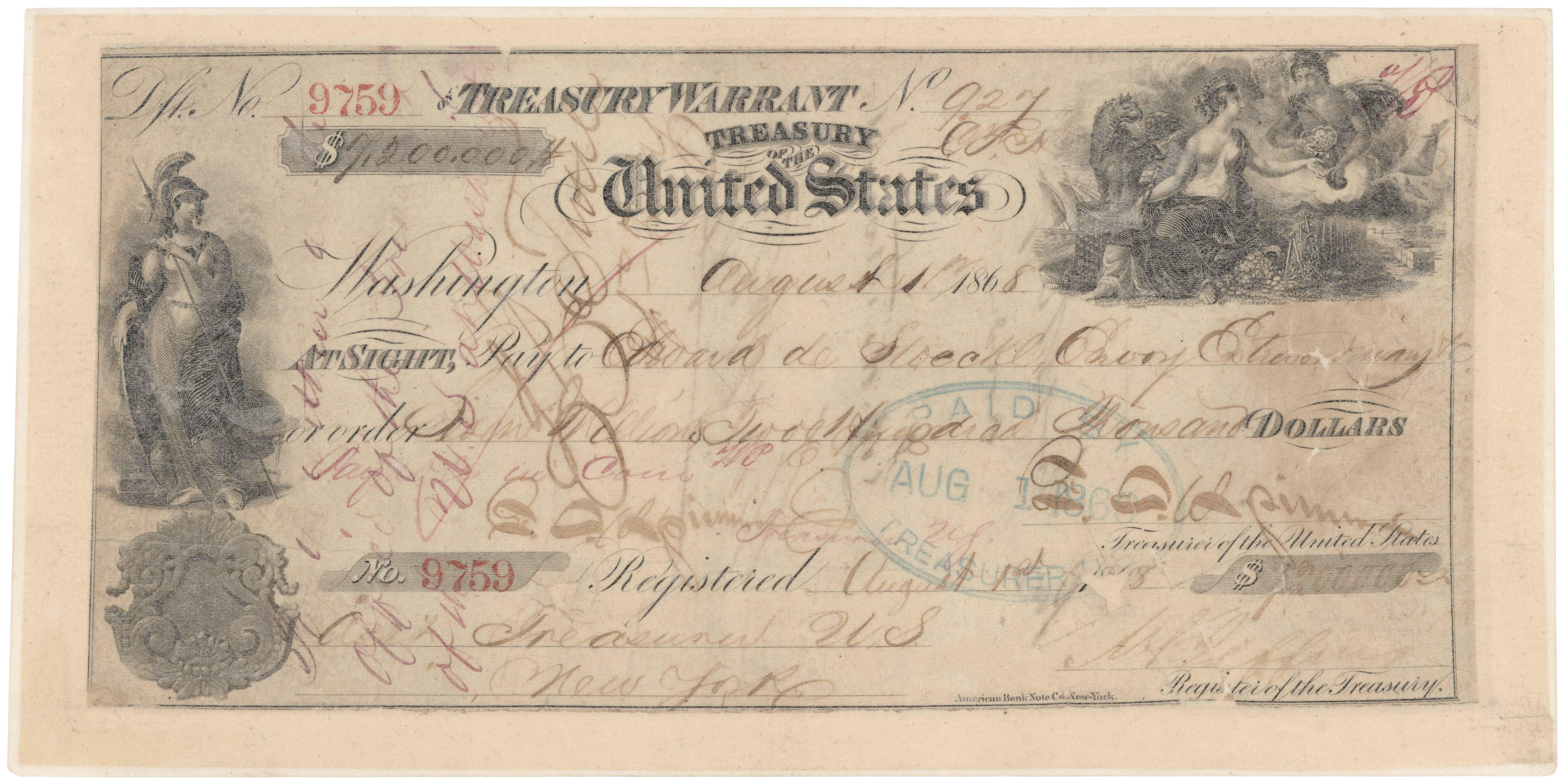
Šek, kterým poukázala vláda USA vládě carského Ruska 7,2 miliónů dolarů za odkup Aljašky

### Původní obyvatelé
Prvními obyvateli Aljašky byli zřejmě lidé z doby ledové. Ti se stěhovali ze Sibiře směrem na východ a na Aljašku vstoupili přes pevninský most (Beringie), který v prehistorických dobách spojoval Asii a Severní Ameriku (asi před 30–40 000 lety). To mj. vysvětluje proč se v Americe nenacházejí žádné zbytky starších, prehistorických hominidů. Poté byl v době meziledové zalit mořem a oba kontinenty byly odděleny dnešním Beringovým průlivem. Zásadní výzkum v této problematice provedl humpolecký rodák dr. Aleš Hrdlička, který pracoval jako antropolog pro washingtonský Smithsonian Institution.
Aleutské ostrovy jsou stále domovem Aleutů, původních obyvatel, kteří se setkali s Rusy. Západní a jihozápadní Aljaška je domovem pro Pupiky, zatímco jejich příbuzní Alutiiky žijí v jihocentrální Aljašce.

### Ruská Amerika
Počátek novodobých dějin Aljašky je možno zaznamenat v 17. století. Tehdy byli prvními ruskými osadníky sibiřští kozáci, lovci a obchodníci, kteří přišli na Aljašku právě přes Beringův průliv. Ten byl pojmenován podle Vituse Beringa, dánského kapitána v ruských službách, který průlivem proplul v roce 1728.
Za první evropskou loď, která dosáhla Aljašky, je obecně považována ruská St. Gabriel pod vedením kormidelníka Ivana Fjodorova a jeho asistenta geodeta Michaila Gvozděva dne 21. srpna 1732. Menší sdružení obchodníků s kožešinami začalo plout od břehů Sibiře směrem na Aleutské ostrovy a prvním stálým evropským osídlením byla obchodní stanice v zátoce Tří svatých na ostrově Kodiak založená v roce 1784. Na konci 18. století získala společnost Šelichov (psáno i Šelechov)-Golikov monopol na obchod s Aljaškou. V průběhu první poloviny 19. století Rusko-americká společnost provedla rozšířený kolonizační program. Dařilo se především kožešinovému obchodu. Město Novo-Archangelsk v jihovýchodní Aljašce bylo hlavním městem Ruské Ameriky od roku 1804 až do prodeje území.
V menší míře zde také působili Britové, Američané, Španělé a Francouzi.

### Teritorium USA
Na jaře 1867 Spojené státy americké koupily od Ruska Aljašku za 7,2 milionu dolarů (5 centů za hektar), což činí přibližně 145 milionů v roce 2022. Důvodů prodeje bylo více: od obtížné ruské finanční situace po skutečnost, že si ruské vedení uvědomovalo, že je Aljaška dlouhodobě neudržitelná kvůli vzdálenosti a blízkosti britského dominia Kanady. Dále byl nemalým důvodem krach projektu výstavby telegrafní soustavy, která vedla z Kalifornie do kontinentální Severní Ameriky, přes Beringovu úžinu do Moskvy, kde se napojovala na celoevropskou síť. USA investovaly do projektu přes 3 miliony dolarů (v té době), ruská strana podstatně menší částku. Všechna tato pro i proti se nasčítala, až došlo 30. března 1867 tehdejším ministrem zahraničí Williamem H. Sewardem k uspořádání koupě od Ruského impéria. Tato koupě se později ukázala pro USA velice výhodnou z hospodářského i strategického hlediska. Otevřel se přístup k obrovskému přírodnímu bohatství – nerostné suroviny a později i ropa a zemní plyn, možnosti rybolovu, rozsáhlé lesy, kožešiny. Na Aljašce byla také objevena velká naleziště zlata, převážně okolo řek Yukon a Klondike. Na sever začaly během zlaté horečky (1897–1899) přicházet desítky tisíc kopáčů v naději, že narazí na bohaté naleziště. Populace na Aljašce se za 10 let téměř zdvojnásobila. Významným pro obchod se stal lov lososů a velryb. S objevy nalezišť ropy se rozvíjel průmysl. S americkou koupí Aljašky došlo ke změně data, takže po pátku 6. října 1867 (juliánského kalendáře) následoval pátek 18. října.
Na Aljašce byly vybudovány vozové silnice, mosty, koleje, přístavy a trajekty. Ve 20. století s rozvojem letectví vláda podporovala také výstavbu a údržbu letišť.
Za působení prezidenta USA Eisenhowera byla Aljaška přijata za stát USA. 3. ledna 1959 se tedy Aljaška stala 49. americkým státem.

## Symboly

### Vlajka
Aljašská vlajka je tvořena modrým listem o poměru stran 125:177 se žlutými pěticípými hvězdami, zobrazující souhvězdí Velké medvědice a Polárku.

### Další symboly
Mottem státu je „North to the Future“, květinou pomněnka, stromem smrk sitka, ptákem bělokur rousný a písní Alaska's Flag.

## Geografie

Území Aljašky v měřítku promítnuté na území kontinentálních USA

Stát Aljaška se nachází na severozápadě severoamerického kontinentu a přilehlých ostrovech. Od ostatních států USA jej odděluje jednak na jihu a jihozápadě Tichý oceán (Aljašský záliv), jednak Kanada (hraničí s Britskou Kolumbií a Yukonským teritoriem) na jihovýchodě a východě. Na západě ji Beringovo moře, Beringův průliv a Čukotské moře oddělují od Ruské federace, na severu se pak nachází Severní ledový oceán (konkrétně Beaufortovo moře).
Rozloha Aljašky je 1 717 856 km², z toho asi 14 % tvoří vodní plocha. Aljaška měří ze severu na jih 2240 km a ze západu na východ 3550 km. Střední nadmořská výška je asi 580 m. Jde o největší stát USA, který je o něco větší než součet rozlohy dvou v pořadí následujících (Texas a Kalifornie). Má též ze všech států USA nejdelší a nejčlenitější mořské pobřeží. K zemi patří četné pobřežní ostrovy a od poloostrova Aljaška do Tichého oceánu se zatíná ostruha Aleutských ostrovů, na nichž se nacházejí četné aktivní vulkány.
Členité je i aljašské vnitrozemí pokryté pohořími. Sever země pokrývá permafrost a ledovec.
V říjnu 1998 bylo 65 % rozlohy státu vedeno jako některý z typů chráněného území. Dalších 10 % pak bylo pod správou společenství a korporací původních obyvatel (podle Alaska Native Claims Settlement Act).

### Přírodní podmínky
Aljaška se nachází v severozápadní části Kordiller, které začínají právě na Aljašce a mají zde západovýchodní průběh. Přírodní celek Aljašky, zahrnující v orografickém členění i část kanadského území představuje rozsáhlý poloostrov s obloukem Aleutských ostrovů na západě (řetěz 150 ostrovů v délce asi 1800 km) a horským systémem Mackenziovo pohoří na východě. Nachází se zde nejvyšší hora Severní Ameriky Denali (6190 m n. m.). Na přírodním horském pásmu leží nejrozsáhlejší pevninské ledovce Severní Ameriky, jejichž splazy většinou dosahují k mořské hladině. Kde nejsou ledovce, pokrývá svahy i roviny arktická tundra a asi 600 tisíc km² smrkových a jedlových lesů. Na území Aljašky je rozptýleno přes 3 miliony jezer (s rozlohou nad 8 hektarů)[zdroj?], převážně glaciálních. Reliéf Aljašky se svažuje od okrajových hor do centrálních pánví a plošin, ukloněných k západu, kterými protéká největší aljašská řeka Yukon, ústící do Beringova moře. Pobřežní čára měří téměř 53 tisíc km. K území patří i několik set ostrovů, lemujících zejména jižní pobřeží. Orografické oblasti Aljašky vznikly přirozeným uplatněním geologických, geomorfologických a klimatických faktorů a tvoří čtyři velké celky: jižní horskou oblast, mezihorské plošiny, severní horskou oblast a arktické pobřežní nížiny.

##### Jižní horská oblast

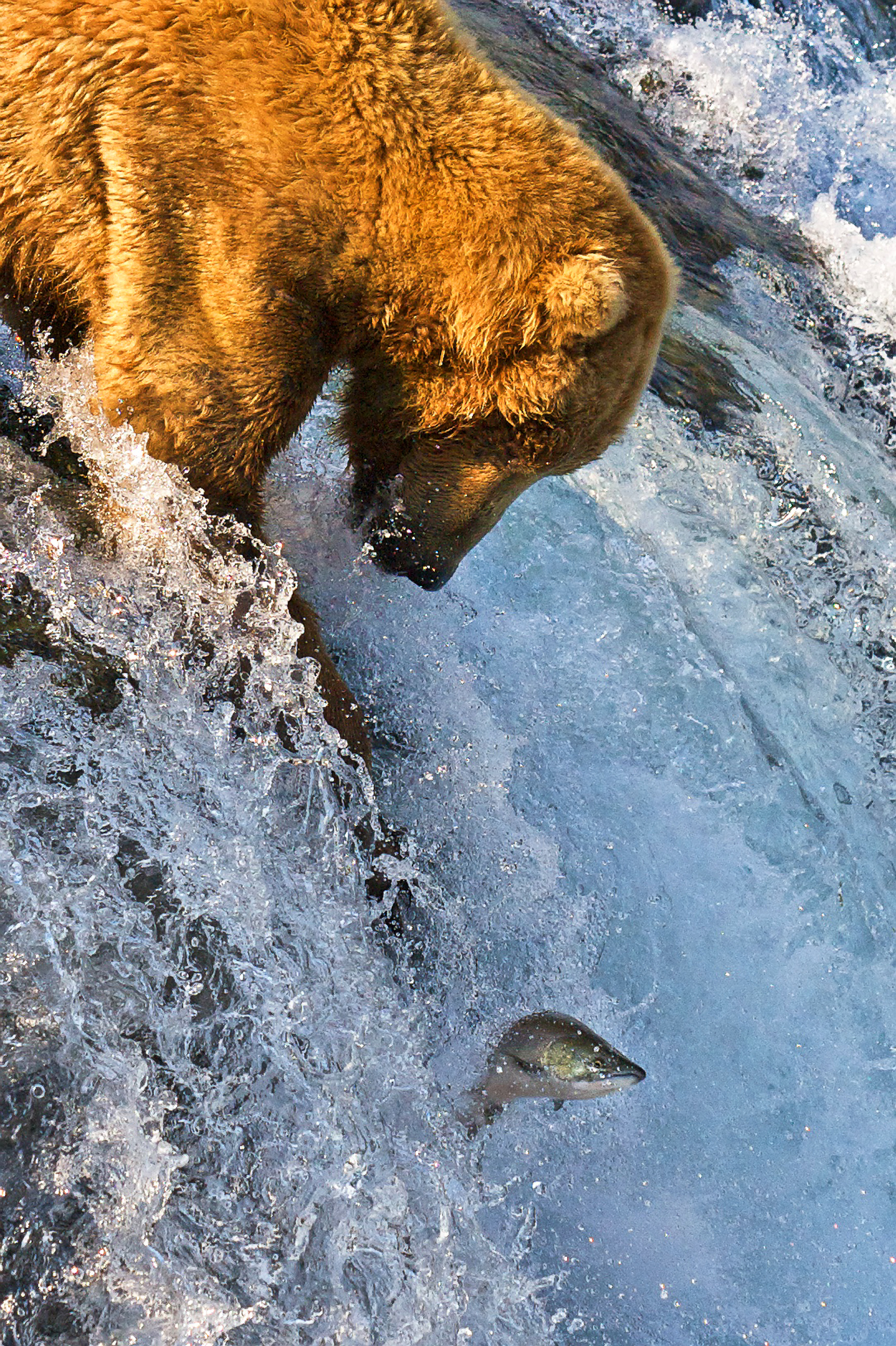
Medvěd grizzly chytá lososy v národním parku Katmai

Jižní horskou oblast tvoří široký pás pohoří, která jsou téměř paralelní s jižním pobřežím a zachovávají i jeho konkávní tvar. V centrální části jsou horské hřbety nejmohutnější a největší, směrem k východu se postupně snižují.
Pobřežní hory jsou pokračováním stejnojmenného pohoří Britské Kolumbie, s nímž mají shodnou stavbu a podobný reliéf. Pohoří se táhne v délce asi 1900 km podél Aljašského zálivu. Jádro těchto hor tvoří obrovský granitový batolit, který vyvřel v juře až křídě.
Před Pobřežními horami se táhne oblouk Alexandrova souostroví (asi 1100 ostrovů, oddělených od pevniny četnými fjordy a hlubokými průlivy, které leží na zlomové linii směřující od jihu k severu a slouží jako důležité vodní cesty pro příbřežní lodní dopravu. Jednotlivé ostrovy vznikly zaplavením pohoří, jehož vrcholy se příkře zvedají do výšky 900 až 1500 m n. m).
Pohoří svatého Eliáše je horským uzlem a křižovatkou aljašských pobřežních hřbetů. Táhnou se v délce asi 500 km od Cross Sound na jihu až po ústí Copper River na severu. Maximální šířka pohoří je 160 km. Nejvyšší štít se nazývá Mount Logan (6050 m n. m.), je druhým nejvyšším vrcholem kontinentu a nejvyšší horou Kanady, neboť již leží na kanadském území. O málo nižší je štít Mt. Sant Elias (5488 m n. m.), který se zvedá z pobřežního masívu (náleží USA) a je považován za jednu z nejmalebnějších hor Severní Ameriky. St. Elias Mountains jsou nejvíce zaledněným pohořím americké pevniny. Ledovcový splaz Hubbard Glacier je označován za nejdelší na celé Aljašce, měří 144 km a místy je až 16 km široký. Plošně největším aljašským (a také severoamerickým) ledovcem je Malaspina Glacier, který pokrývá plochu 2200 km² na pobřežních plošinách mezi zátokami Jakutat Bay a Ice Bay. Prohlubeň, kde ledovec „zamrzl“, je lemována úzkým, nezaledněným pruhem pohoří, které ledovci brání v cestě k moři. Jeho jediným odtokem je tak pouze úzký fjord v Ice Bay. Dlouhé mořské zátoky pronikají hluboko do hor a v jejich závěrech trčí bílé ledovce, z jejichž čela se co chvíli odlamují obrovské kry. Největším ze zdejších ledovcových splazů je Brady Glacier, stékající z rozlehlé náhorní plošiny do Taylor Bay. Udivuje obrovskou hmotou ledovce, který v šířce čtyř kilometrů visí jako nehybná lavina nad mořskou hladinou. Vypadá zlověstně a nebezpečně se svými otevřenými trhlinami a hlubokými, temnými jeskyněmi v čelní stěně. Tyto tunely protavily řeky, které se propadají z povrchu ledovce do trhlin a pak pokračují podpovrchovými tunely k pobřeží.
Leží tu i význačná chráněná oblast Glacier Bay National Park, což je asi 11 000 km² hor, ledovců, mořského pobřeží, fjordů a zálivů. Šestnáct velkých ledovcových splazů se spouští z okolních hřbetů do Ice Bay a zanášejí ji obrovskými plovoucími ledovci. Zátoka je přes 100 km dlouhá a z letadla připomíná rozvětvený strom.
Chugach Mountains – Kenai Mountains je pokračováním pobřežního pásma hor táhnoucích se až k poloostrovu Kenai. Posledním výběžkem pobřežního horského pásma je ostrov Kodiak, který je ovšem dost nízký. Jím také končí jednotná geologická struktura, charakteristická pro Pobřežní hory.
Wrangell Mountains vyvřely na velké tektonické poruše, v týlu Pobřežních hor. Erupce bazaltových a andezitových láv začaly v třetihorách a poslední byly zaznamenány ve 20. století. Nejvyšší sopečný kužel Mount Blackburn měří 5036 m.
Alaska Range patří geneticky k nevadské orogenezi, a proto se vyznačuje spolu s aleutským pásmem už poněkud odlišnou geologickou stavbou. Četná granitová tělesa tvoří jeho nejvyšší hřebeny a štíty zatímco na úpatí horstva leží nezvrásněné třetihorní sedimenty.
Aljašské pohoří představuje úzký, dlouhý řetěz hřbetů, které jakoby vycházely ze sopečného Wrangellova pohoří a táhnou se v délce téměř 1000 km až k tektonické poruše jezera Iliamna. Šířka víceméně paralelních hřbetů nepřesahuje 50 km a průměrná výška se pohybuje kolem 2500 m. V centrální části vyvřelo v třetihorách pět sopečných vrcholů, z nichž Denali dosahuje výšky 6194 m a je nejvyšší horou Severní Ameriky. Sopečný vrchol Mount Foraker dosahuje 5300 m a další tři měří kolem 4000 m. Granitové štíty Aljašského pohoří přesahují v patnácti případech 3000 m.

##### Aleutian Range a Aleutské ostrovy
Od pevninského Aleutského pohoří vybíhá do moře oblouk vulkanických Aleutských ostrovů. Směrem k západu jsou stále menší a vzdálenost mezi nimi se zvětšuje od 8 do 135 km. Nejzápadněji leží poměrně velký ostrov Attu. Aleutský ostrovní oblouk je dlouhý 2500 km a leží v něm asi 80 velkých sopek, z nichž minimálně 36 je aktivních. Výšky jednotlivých vulkánů se pohybují od 1500 do 3000 m a na vrcholech starých kuželů někdy vznikly obrovské kaldery o průměru 2,5 až 13 km. Největší z nich a patrně jedna z největších na světě je Buldirská kaldera s vnitřními rozměry 43 × 20 km.

##### Mezihorské plošiny
V centrální Aljašce, mezi severní a jižním horským systémem leží rozsáhlá tektonická sníženina, ukloněná k Beringovu moři. Její dno vyplňují ploché horské hřbety, náhorní plošiny a široká fluviální údolí. Je pokračováním kordillérského systému Basin and Range.
Vysočiny a plošiny mají na západě výšky kolem 600 m, na východě se zvedají až do 1500 m a postupně splývají se sousedními horskými systémy.
Při západním pobřeží jsou význačné horské celky – poloostrov Seward a hory Kuskokwim – vyzdvižené podél zlomů do výšek kolem 1400 m. V pleistocénu byly zaledněny a dodnes na nich leží malé ledovce.
Ve východní, vyzdvižené části plošin leží mezi mnoha horskými hřbety úzká, dlouhá a neobyčejně hluboká údolí vyplněná jezery, jejichž dna v některých případech klesají až na úroveň mořské hladiny. Tato srázná tektonická údolí jsou typická hlavně pro severní svahy Pobřežních hor.
Yukonské nížiny leží v širokých erozních údolích, z nichž mnohá byla založena na zlomových liniích systému Denali. V současné době jsou údolí zanesena vrstvami sedimentů.
Největší nížiny Centrální Aljašky se rozkládají podél řeky Yukon a lemují i její přítoky. Nížiny se táhnou v délce asi 300 km a jsou 50 až 150 km široké. Pokrývají plochu přes 2300 km². Yukonské nížiny tvoří mocná třetihorní a čtvrtohorní souvrství, jimiž meandrují řeky svými poklidnými toky.
Podobný charakter, i když menší rozměr, mají nížiny podél řeky Kuskokwim, která se jako jedna z mála zdejších toků nevlévá do Yukonu, ale teče s ním paralelně po zlomové linii až do Kuskokwimské zátoky v Beringově moři.

##### Severní horská oblast

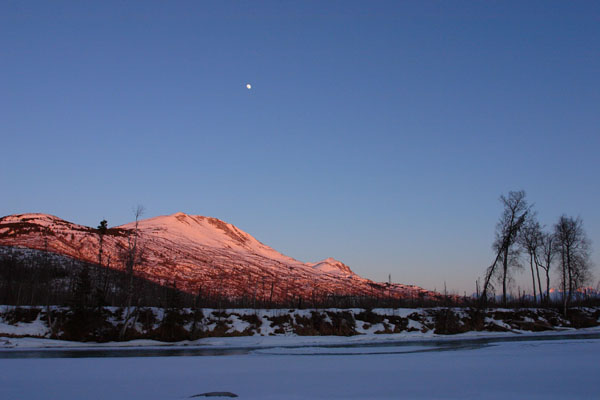
Aljašské hory v zimních měsících.

Skládá se ze dvou rozlehlých pohoří, Brooks Range a Mackenzie Mountains, která jsou posledními články řetězu ve vrásném systému Skalnatých hor. Brooks Range je souborem mnoha horských hřbetů s různými místními názvy. Maximální výšky se pohybují kolem 2700 m, takže na aljašské poměry jsou to hory dost nízké, ale přesto mají primát nejvyššího pohoří za polárním kruhem. Současné tvary reliéfu vznikaly při pleistocenním zalednění.
Severní svahy jsou buď bez vegetace nebo je pokrývá chudá tundra, a proto všude probíhá intenzívní kryoplanace. Odkryté skalní výchozy podléhají mrazovému tříštění a rozpadají se do typických tvarů – mrazových srubů, plošin a kamenných moří. Mackenzie Mountains tvoří široké, otevřené vrásy prvohorních a částečně druhohorních sedimentů, protknuté četnými zlomy. Pohoří má výrazně asymetrický tvar. Velké rozvodní hřbety – součást Kontinentálního rozvodí Ameriky se štíty Kelle Peak (2590 m) a Dome Peak (2743 m) jsou nápadně posunuty k západu. Východní svahy jsou dlouhé, mírné, rozryté paralelními trogovými údolími, jimiž protékají četné levobřežní přítoky řeky Mackenzie. Západní svahy jsou krátké, příkré a vklesávají se do spleti hřbetů a údolí vyzdvižené Yukonské pánve.

##### Arktické pobřežní nížiny
Arktické pobřežní nížiny (Arctic Coastal Plains) se sklánějí od úpatí Brooksova pohoří zvolna k severu. Nížiny vznikaly sedimentací písků, jílů a vápenců. Největší zdejší řeka Colville protéká po tektonické poruše a odděluje východní třetihorní sedimenty od mocných vrstev křídových, které leží od ní na západ.
Po celém arktickém pobřeží je souvislý permafrost, který na rozsáhlých nížinách vytváří přímo ukázkové kryogenní pochody (jevy). Například kamenné polygony mají v průměru až 90 m a pinga (hydrolakolity) bývají vysoká 6 až 60 m největších na světě je Buldirská kaldera s vnitřními rozměry 43 × 20 km.

#### Hydrografické poměry

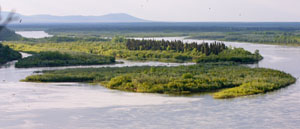
Řeka Nushagak na jihozápadě Aljašky

Na Aljašce je více než 3000 řek, které tečou do tří světových stran a ústí do dvou oceánů. Do Severního ledového oceánu na severu (Beaufortova moře) teče po tektonické poruše řeka Colville, největší tok Arktické pobřežní nížiny. Do zátoky Kotzebue (Kotzebue Sound) na západě ústí řeky Noatak, Kobuk a Selawik. Do Tichého oceánu (Beringova moře) na západě, se vlévá vůbec největší řeka Aljašky Yukon a druhá nejdelší řeka Kuskokwim (1165 km). Ostatní podstatně menší řeky Susitna, Matanuska, Chitina, Cooper pramenící v Aljašských horách a Wrangellově pohoří, ústí do Aljašského zálivu v Tichém oceánu stejně jako několik řek pramenících v Kanadě a tekoucích aljašským územím na jih či na západ, např. řeky Alsek, Stikine a Taku.
Na Aljašce je na tři miliony jezer větších než 8 ha, jsou rozptýlena v tundře i mezi lesy a jsou převážně glaciálního původu. V létě se na nepropustném permafrostu na severu Aljašky tvoří nesčetná jezera a bažiny, mezi nimiž meandrují potoky a říčky. Stojaté povrchové vody pokrývají v letních měsících asi pětinu arktického pobřeží, tj. asi 6,5 tisíce km². Jezera mají většinou protáhlý, eliptický tvar a užším koncem směřují k severu. Největší z nich bývají až 15 km dlouhá a 4 km široká. Malých je bezpočet.
Největším jezerem Aljašky je Illiamna, ležící na úpatí Aljašského poloostrova, je 130 km dlouhé, 32 km široké a zabírá plochu 2 647 km². Další významná jezera jsou Aleknagik, Becharof, Clark, Minchumina, Naknek, Selawik, Skilak, Teshekpuk a Tustumena.

##### Moře a pobřeží
Pobřežní čára měřená hrubě podél pobřeží je asi 10 690 km dlouhá. Ovšem, jestliže započteme všechny zátoky, ostrovy a poloostrovy, dosáhne délka pobřežní čáry hodnoty 54 563 km. Velmi členité je tichomořské pobřeží, příliv tu dosahuje výšky okolo 6 m, v Cookově zálivu až 9 m. Právě pacifické pobřeží je často bičováno bouřemi a občas i vlnami tsunami, vznikajícími jako důsledek podmořské zemětřesné činnosti.
Hlavní mořský proud, který je přítomen v Aljašském zálivu, přenáší masy teplé vody podél pobřeží směrem na západ. Tento tzv. Aljašský (Aleutský) proud (část proudu Kurošio) pokračuje dále podél Aleutského souostroví, kde se jeho část stáčí na sever a západnímu pobřeží přes Beringův průliv až k mysu Barrow přináší teplou vodu.
Příbřežní vody Beringova moře, kromě jižní části  Sewardova poloostrova, jsou většinou mělké s dlouhými písčinami a lagunami. Pobřeží Beringova a Čukotského moře je většinou podobné. Beringovo moře na zimu zamrzá a okrajové oblasti ledu se stávají jedněmi z největších světových rybářských regionů. Během léta led postupně směrem k severu taje, což umožňuje příbřežní lodní dopravu v Severním ledovém oceánu během pozdního léta.

##### Ledovce
Téměř 5 % povrchu Aljašky je pokryto ledovci. Těch je tu asi 100 tisíc. Největší ledovce se vyskytují směrem na severozápad od Juneau. Plošně největším aljašským a rovněž severoamerickým ledovcem je Malaspina, který pokrývá plochu 2200 km² na pobřežních plošinách mezi zátokami Jakutat Bay a Ice Bay. Podle dat, získaných seismickými metodami, je síla ledovce asi 600 m a lože, v němž spočívá, má dno 240–300 m pod úrovní mořské hladiny. Ledovcový splaz Hubbard Glacier je označován za nejdelší na celé Aljašce, měří 144 km a místy je až 16 km široký. K nejznámějším ledovcům dále patří např. ledovce Bering (plošně nejrozsáhlejší ledovcový systém Aljašky), Black Rapids, Canwell, Castner, Columbia, Gulkana, Matanuska, Mendenhall, Portage či Worthington.

#### Klimatické poměry

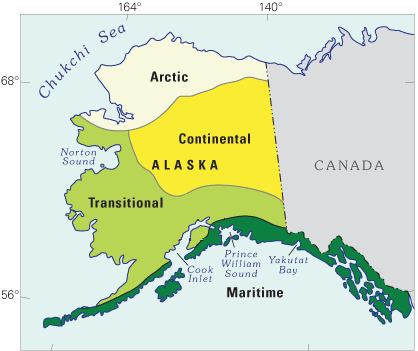
Mapa s klimatickými zónami Aljašky

Na území Aljašky se rozkládají polární a subpolární oblasti chladného podnebného pásu, vlhká přímořská oblast mírného pásu a oblast vysokohorská.
Polární oblast zahrnuje polární pustiny, kde je trvale zmrzlá půda. Jde o nejsevernější oblasti Aljašky nacházející se severně od Brooksova pohoří za severním polárním kruhem. V těchto oblastech jsou dlouhé zimy a krátká studená léta, devět měsíců v roce zde průměrná teplota nepřesáhne 0 °C. V zimě trvá více než dva měsíce polární noc, v létě je více než tři měsíce polární den. V těchto polárních oblastech jsou srážky nízké, průměrně okolo 200 mm ročně. V některých oblastech jsou srážky hojnější a přicházejí především ve formě sněhu.
Subpolární oblast představují tundry, kde v letních měsících půda rozmrzá do hloubky několika decimetrů. V působení tohoto pásma se nachází vnitrozemské oblasti – okolí města Fairbanks, nížiny podél řek Yukon a Kuskokwim. Tady střední teplota nepřesáhne 0 °C přes polovinu roku. Zima začíná v říjnu a končí začátkem května. nejchladnější období trvá od poloviny prosince do poloviny března, kdy teploty setrvávají po celou dobu kolem −20 °C. pro tuto část Aljašky je příznačná delší mrazivá zima, kdy sněhová pokrývka leží na zemi několik měsíců. Letní teploty jsou vyšší než v jižnějších částech Aljašky a dosahují průměrných hodnot až kolem 17 °C. Ovšem roční průměrná teplota se pohybuje pod 0 °C. V této vnitrozemské oblasti je srážek o něco více než v nejsevernějších částech, dosahují průměrně 300 mm za rok, ale při minimálním výparu a nepropustném zmrzlém podloží je v půdě vláhy dostatek. Směrem k východu množství srážek stoupá až k průměru 500 mm ročně.
Do přímořské oblasti mírného podnebného pásu náleží jižní pobřeží Aljašky a Alexandrovy ostrovy. Tyto oblasti jsou ovlivňovány teplým Severopacifickým mořským proudem (Kurošio), který směřuje od Japonska na Aljašku a v nejjsevernější části se nazývá Aljašský (Aleutský) proud. Moře zde nezamrzá, průměrná roční teplota jižního pobřeží je 2–3 °C, na Alexandrových ostrovech ještě o něco vyšší. Zimy jsou zde poměrně mírné, ale léta naopak chladnější než ve vnitrozemí. Střední teploty nejchladnějších měsíců v roce dosahují jen −10 °C, v některých nejjižnějších místech teploty dokonce nikdy neklesnou pod 0 °C (např. ostrov Kodiak). V létě jsou však maximální teploty jen kolem 14 °C. Přímořská oblast je územím s největšími srážkami v celé Aljašce. Naprší zde ročně až 2000 mm srážek, na Alexandrových ostrovech až 4000 mm.
V zimě nad Aleuty a Aljašku zasahuje z oblasti východní Sibiře Aleutská tlaková níže, z níž proudí bouřlivé větry východním směrem. V létě se tato níže přesouvá západně, nad asijský kontinent.
V roce 1947 byl ve Snag u Alaska Highway v jihozápadním Yukonu oficiálně zaznamenán teplotní rekord −63 °C, nejnižší teplota severoamerického kontinentu.

### Životní prostředí
Aljašské ministerstvo životního prostředí je zodpovědné za zachovávání, ochranu a využívání přírodních zdrojů a životního prostředí, kontrolu znečištění vody, půdy a vzduchu.

#### Zacházení s odpady
Na Aljašce byly založeny zavážky, splňující moderní ekologické normy, přesto je mnoho odpadů likvidováno ve starých zařízeních. Otevřené skládky jsou primárními zařízeními na likvidaci odpadů na aljašském venkově. V roce 2001 měl stát Aljaška na svém území 7 nebezpečných míst pro likvidaci odpadu na federálním seznamu pro území s nutností přednostního vyčištění, pro jejich vážný stav nebo bezprostřední blízkost lidem. Je znát pokrok v úsilí redukovat znečištění, v rozpětí let 1995–1998 bylo množství toxických látek vypouštěných do prostředí sníženo o 72 procent.

#### Kvalita vzduchu
Přestože je kvalita vzduchu na Aljašce obecně dobrá, stát se potýká s několika problémy znečištění ovzduší. Hlavním problémem je vysoký obsah oxidu uhelnatého v zastavěných oblastech v zimním období. V zimě, během teplotních inverzí, kdy se koncentrují polutanty nízko při zemi, překračuje občas znečištění vzduchu v Anchorage a Fairbanks státní limity. Automobilová doprava, tepelné elektrárny spalující uhlí a domácí vytápění přispívají ve Fairbanks ke znečištění ovzduší. Toxické emise, zejména amoniak a benzen, jsou výrazně vázány na oblasti okolo ropných rafinerii.

#### Kvalita vody
Téměř žádné vody na Aljašce nejsou znečištěny. Nicméně mnoho pitné vody pochází ze zdrojů, které porušují federální standardy pro pitnou vodu. Většina problémů s pitnou vodou pochází z nedostatečné kanalizace, zejména na venkově. Ropné skvrny a jejich nedostatečná likvidace také snižují kvalitu vody. 24. března 1989 došlo k havárii supertankeru Exxon Valdez v zálivu Prince William. Vyteklo asi 40 milionů litrů ropy. Největší ropnou skvrnou v historii Spojených států bylo znečištěno přes 1 100 km pobřeží (včetně např. území národních parků Kenai Fjord a Katmai a také Alaska Maritime National Wildlife Refuge). Bylo nalezeno 34 434 mrtvých ptáků a 9 994 vyder.

## Obyvatelstvo

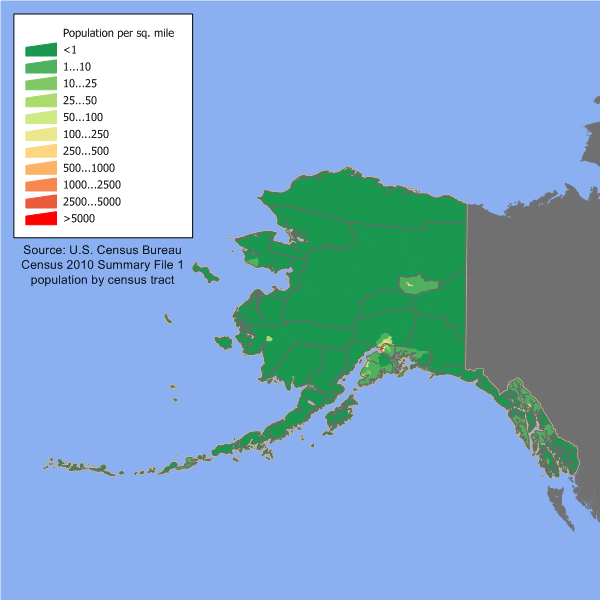
Hustota osídlení Aljašky

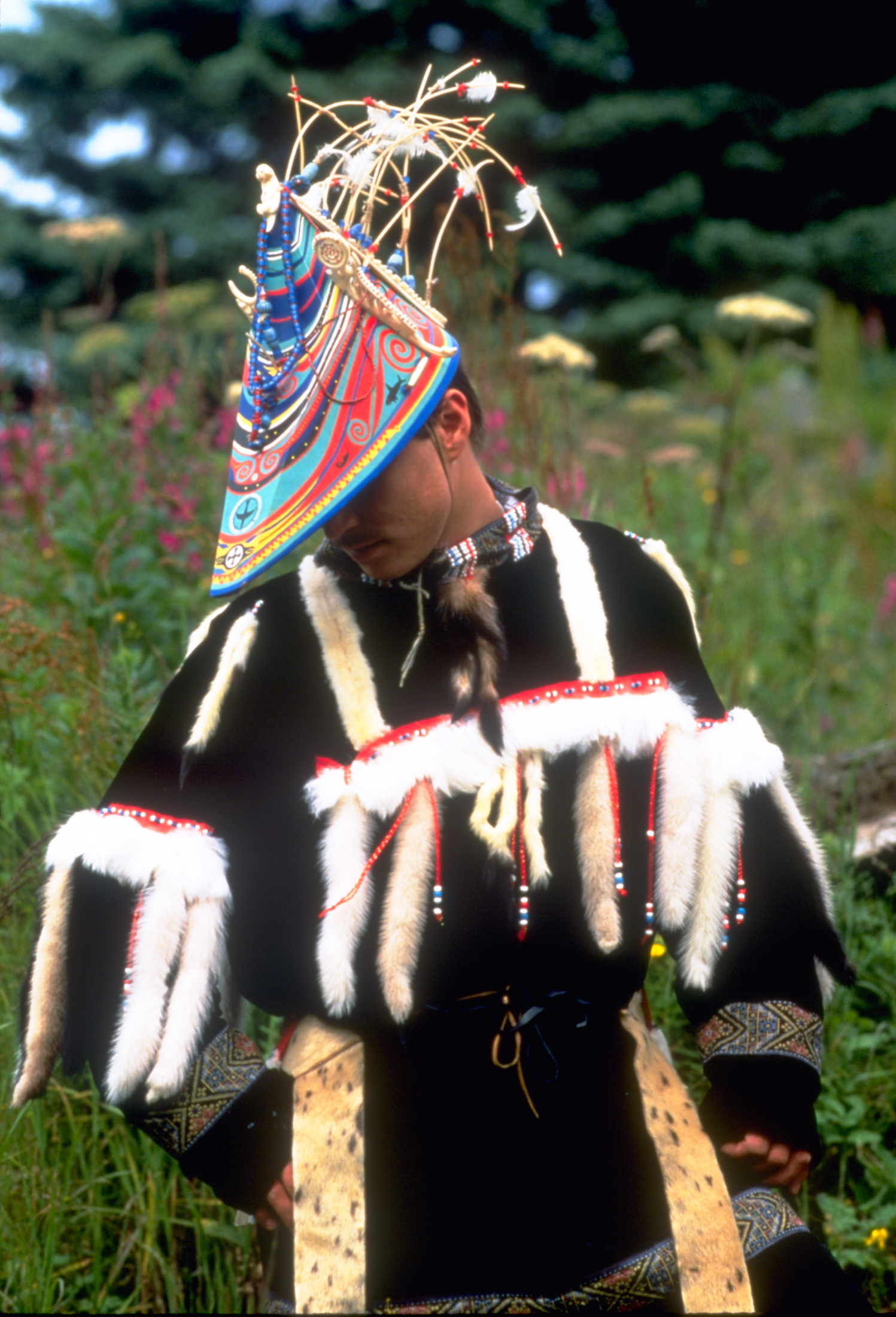
Tanečník na festivalu původních aljašských obyvatel

Podle sčítání lidu z roku 2010 zde žilo 710 231 obyvatel. Naprostá většina obyvatelstva je koncentrována při pobřeží a v údolí řek, naopak velká část centrální a severní Aljašky je neobydlena. V roce 1990 žilo 68 procent obyvatel v oblastech klasifikovaných jako městské a populace tu vykazovala výrazně vyšší přírůstek obyvatelstva, než na venkově. Již od prvních dnů osidlování Aljašky, přitahovaly menší či větší města více přistěhovalců, nežli venkov.
Běloši tvoří 69 procent celé aljašské populace. Na Aljašce žije zhruba 3000 ruských starověrců. Největší menšinou jsou potomci původních obyvatel Aljašky – Eskymáci, Aleuti a místní populace Indiánů – kteří tvoří asi 15,6 procent všech obyvatel Aljašky. Eskymáci obývají zejména severní arktickou část, ale i pacifické oblasti, to jsou tzv. tichomořští Eskymáci. Výrazně méně je Aleutů, obyvatel západní části Aljašky – Aleutských ostrovů. Na jihu Aljašky žijí skupiny tzv. lesních indiánů, z nichž nejpočetnější je kmen Tlingitů (dř. Kološ), spíše na jihovýchodě území. Ve vnitrozemí žije další silné indiánské etnikum používající athabaské jazyky (mezi ně patří i jazyk tlingit). Početně slabší jsou dva indiánské kmeny, které na Aljašku přišly v 17. a 18. století z Kanady – Haidové a Tsimshianové, obývající jihovýchod Aljašky. Severněji žili v roce 2008 vymřelí Eyakové (jazyková rodina na-dené).
Dále tu žijí Asiaté 4 %, černoši 3,5 %, Havajci a jiné tichomořské národy 0,5 %. 7 % obyvatel jsou míšenci. Současná aljašská populace je relativně mladá. V roce 2000 bylo 30 procent obyvatelstva mladší 18 let.
Prvními evropskými osadníky Aljašky se stali ruští obchodníci s kožešinami na ostrově Kodiak. Stejně jako v jiných částech světa i zde příchod bělochů vedl k vymírání populace původních obyvatel, hlavně následkem zavlečených infekčních nemocí, alkoholu a vzájemných konfliktů mezi domorodci a přistěhovalci. S příchodem ruských lovců kožešin se snížil počet domorodých Aleutů, obývajících Aleutské souostroví, z původních 20 000 na pouhé dva tisíce. V polovině 19. století se populace původních obyvatel nebezpečně snížila během epidemií tyfu[nepřesný odkaz] a spalniček.
V roce 1867, kdy proběhlo na Aljašce první sčítání lidu, tu žilo 32 000 obyvatel, z toho bylo pouze 430 přistěhovalců z Evropy. To bylo v roce, kdy USA koupily Aljašku od Ruska. Poté ještě počet původních obyvatel mírně klesal. S objevem zlata na Aljašce sem přicházely, především z Ameriky, tisíce lidí za bohatstvím. Mnozí z nich tu založili osady a již odtud neodešli. Tím prudce vzrostl počet obyvatel Aljašky. Ovšem zároveň také stoupal i počet původních obyvatel, kteří v roce 1906 již tvořili téměř polovinu z celkového počtu 63 000 obyvatel.
V roce 1968 byla na Aljašce objevena ložiska ropy a se stavbou transaljašského ropovodu přibývalo i pracovních příležitostí. Během období 1940–1980 vzrostl počet obyvatel Aljašky o 555 % (ze 72 500 na 402 000).

### Rasové složení
- 66,7 % bílí Američané (nehispánští běloši 64,1 % + běloši hispánského původu 2,6 %)
- 3,3 % Afroameričané
- 14,8 % američtí indiáni (původní Američané) a původní obyvatelé Aljašky
- 5,4 % asijští Američané
- 1,0 % pacifičtí ostrované
- 1,6 % Jiná rasa
- 7,3 % Dvě nebo více ras

Obyvatelé hispánského nebo latinskoamerického původu, bez ohledu na rasu, tvořili 5,5 % populace.

### Náboženství

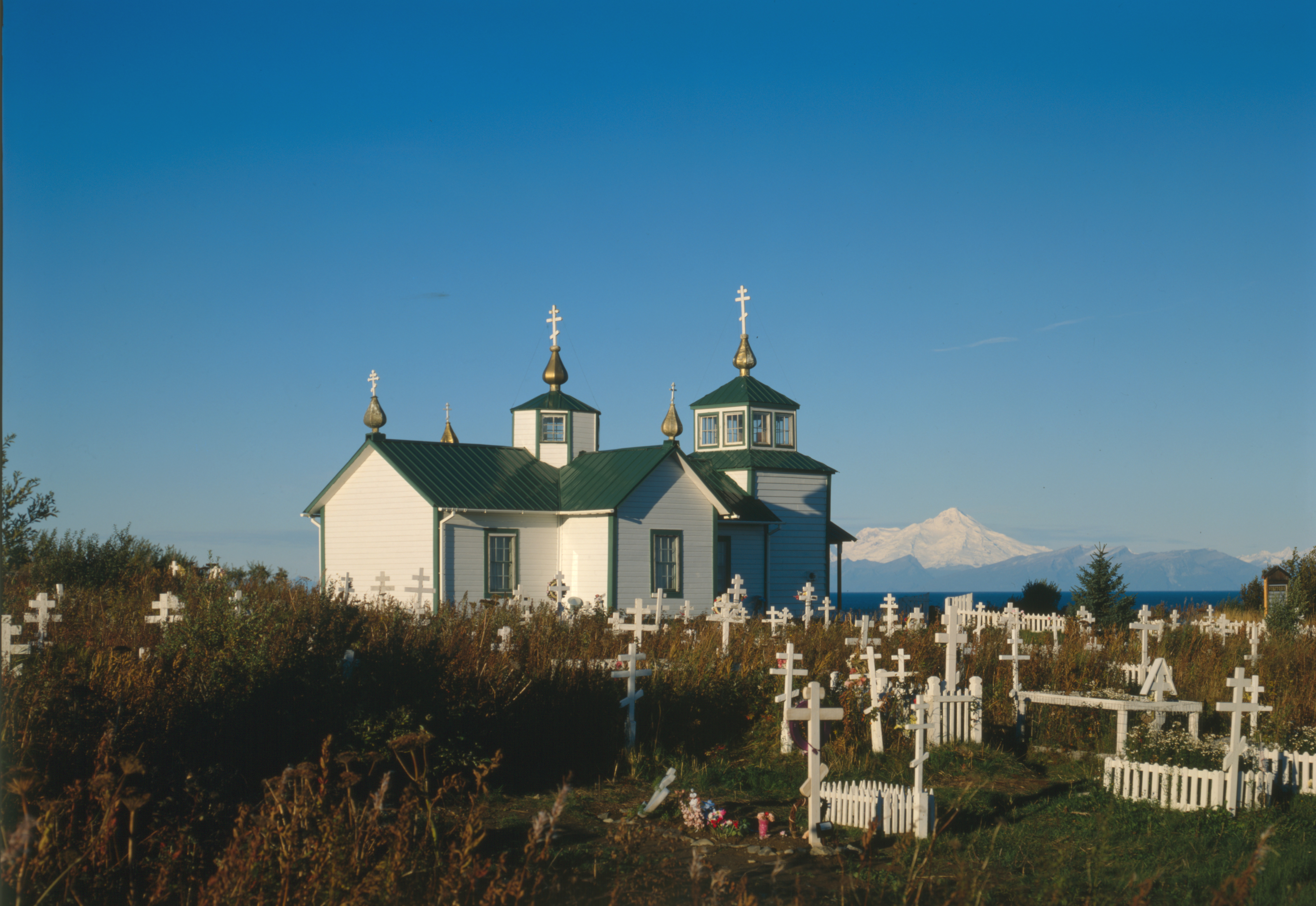
Ruský pravoslavný kostel na Aljašce

- křesťané – 83 %
  - protestanti – 68 %
    - baptisté – 11 %
    - luteráni – 8 %
    - metodisté – 6 %
    - letniční církve – 2 %
    - episkopální církev – 1 %
    - kvakeři – 1 %

  - pravoslavní – 8 %
  - římští katolíci – 7 %
  - mormoni – 1 %
- jiná náboženství – 1 %
- bez vyznání – 16 %

## Sídla

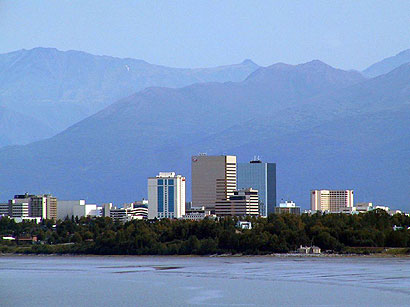
Anchorage, nejlidnatější město Aljašky

Aljaška není rozdělena do okresů (counties), jako většina ostatních států USA, ale je rozdělena do obvodů (borough). Hustě obydlené části státu Aljaška tvoří devatenáct obvodů, které fungují obdobně jako okresy v jiných státech. Nicméně, na rozdíl od okresů v dalších 49 státech, nepokrývají celou rozlohu Aljašky. Oblasti, které neleží v žádném z obvodů, patří do jednoho velkého neorganizovaného obvodu (Unorganized Borough). Ten nemá vlastní samosprávu, ale americký úřad pro sčítání lidu ho pro účely statistické analýzy a prezentace rozdělil do 11 částí. Naprostá většina aljašských měst je situována při březích velkých řek a zejména při pobřeží v jižní části Aljašky. Největší město je Anchorage s 278 700 obyvateli, v roce 2006.
Města s více než 100 000 obyvateli
- Anchorage

Města s 10 000–100 000 obyvateli
- College
- Fairbanks
- Juneau (hlavní město)

Města s 1 000–10 000 obyvateli
- Ketchikan
- Sitka
- Wasilla
- Kenai
- Kodiak
- Palmer
- Bethel
- Utqiaġvik
- Unalaska
- Valdez
- Soldotna
- Homer
- Nome
- Petersburg
- Wrangell
- Kotzebue
- Seward
- Dillingham
- Cordova
- Haines
- North Pole
- Hooper Bay
- Craig
- Houston
- Metlakatla

Aljaška má také mnoho menších vesnic, zejména v aljašské divočině. Některé z nich nejsou dostupné po silnici.

### Anchorage

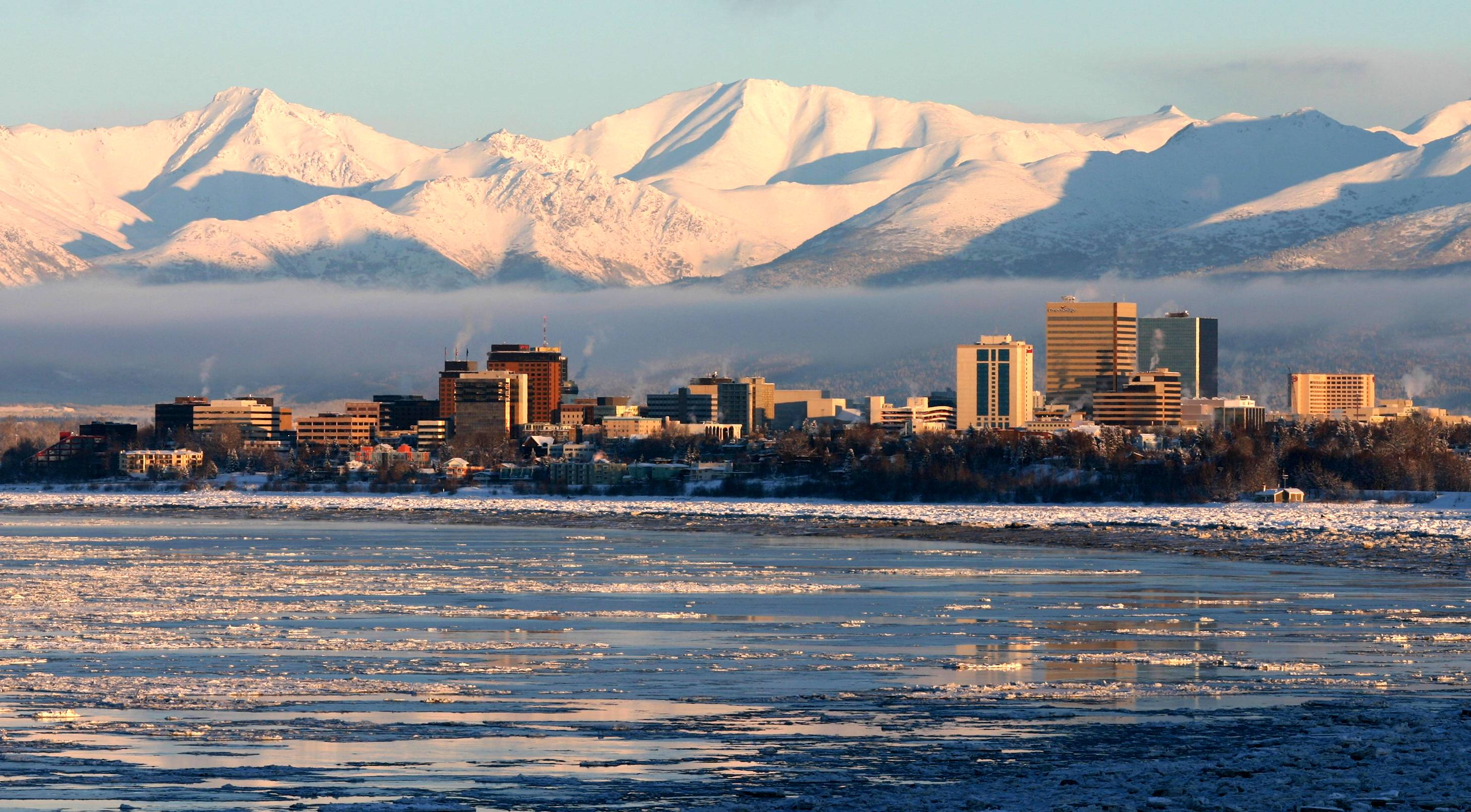
Panorama města Anchorage

Město a námořní přístav rozkládající se na jihu Aljašky mezi rameny Cookova zálivu, nazvanými Knik a Turnagain, při úpatí Chugach Mountains. Anchorage je suverénně největším městem ve státě – 260 283 obyvatel (v roce 2000), což představuje 42 % z celkového počtu obyvatel Aljašky. Vystupuje jako dopravní, ekonomické a komunikační centrum, zejména pro většinu střední a západní Aljašky. Díky dálnici Glenn Highway je napojeno na Alaska Highway, spojující Aljašku s Britskou Kolumbií a zbytkem USA. V Anchorage je hlavní mezinárodní letiště. Jezero Hood na předměstí Anchorage je vůbec nejrušnějším přístavem hydroplánů na světě. Městská ekonomika je hluboce propojena s bohatými aljašskými přírodními zdroji, zejména s ropou, zemním plynem a rybami. Dvě blízké vojenské základny armády Spojených států, vybudované během 2. světové války, Fort Richardson a Elmendorf Air Force Base, v roce 2010 sloučené do Joint Base Elmendorf–Richardson, jsou významnými místními zaměstnavateli.
Sídlo bylo založeno roku 1915 jako ústředí, odkud byla řízena stavba železnice do Fairbanks. Při silném zemětřesení o síle 9,2 stupňů Richterovy stupnice 27. března 1964, zemřelo několik lidí a byly způsobeny rozsáhlé škody. Jak se změnila místní krajina, je patrné v nedalekém Earthquake Park. Anchorage zažilo na konci 60. let velký hospodářský vzrůst, když byla v Prudhoe Bay i na jiných místech objevena ropa.
Anchorage se rozkládá na ploše 4 396 km². Podle sčítání v roce 2000 tvoří běloši 72,2 %, původní obyvatelé 7,3 %, černoši 5,8 %, Asiaté 5,5 % celkového počtu obyvatel Anchorage. Počet obyvatel: 174 431 (1980); 226 338 (1990); 260 283 (2000).

### Fairbanks

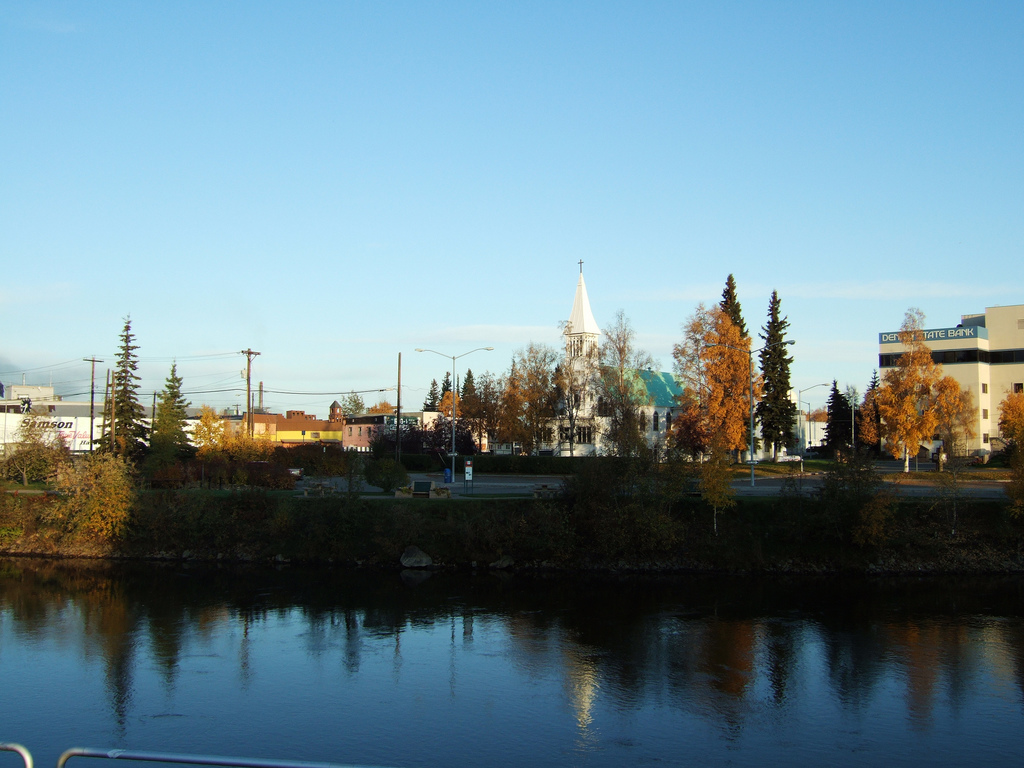
Fairbanks

Druhé největší město Aljašky (30 224 obyv.), ekonomické a správní centrum vnitrozemí. Leží na řece Chena, při soutoku s řekou Tanana. Město je obsluhováno mezinárodním letištěm, je konečnou stanicí Aljašské železnice (dokončena 1923), díky Richardson Highway je napojeno na Alaska Highway (dokončena 1942). Fairbanks je provozním centrem rozsáhlého výzkumu nerostného bohatství v severní oblasti Aljašky, bylo tu i stavební ředitelství při stavbě aljašského ropovodu (dokončen 1977), vedoucího z Prudhoe Bay do Valdezu. Je tu také Aljašská univerzita a několik dalších vědeckých institucí, zaměřených na hledání nerostných ložisek, výzkum trvale zmrzlé půdy, severské flory a fauny. Nedaleko leží základna US letectva. Sídlo bylo založeno v roce 1902 s objevením zlata, jako těžební tábor. V roce 1903 se stalo městem. Pojmenováno bylo po viceprezidentu Spojených států (1905–1909) Charlesi W. Fairbanksovi.
Fairbanks je letecky vzdáleno 5 280 km od New Yorku.
Ve městě žije 73 % bělochů, 13 % černochů, 9 % původních obyvatel, 3 % Asiatů.
Počet obyvatel: 22 645 (1980), 30 843 (1990), 30 224 (2000).

### Juneau

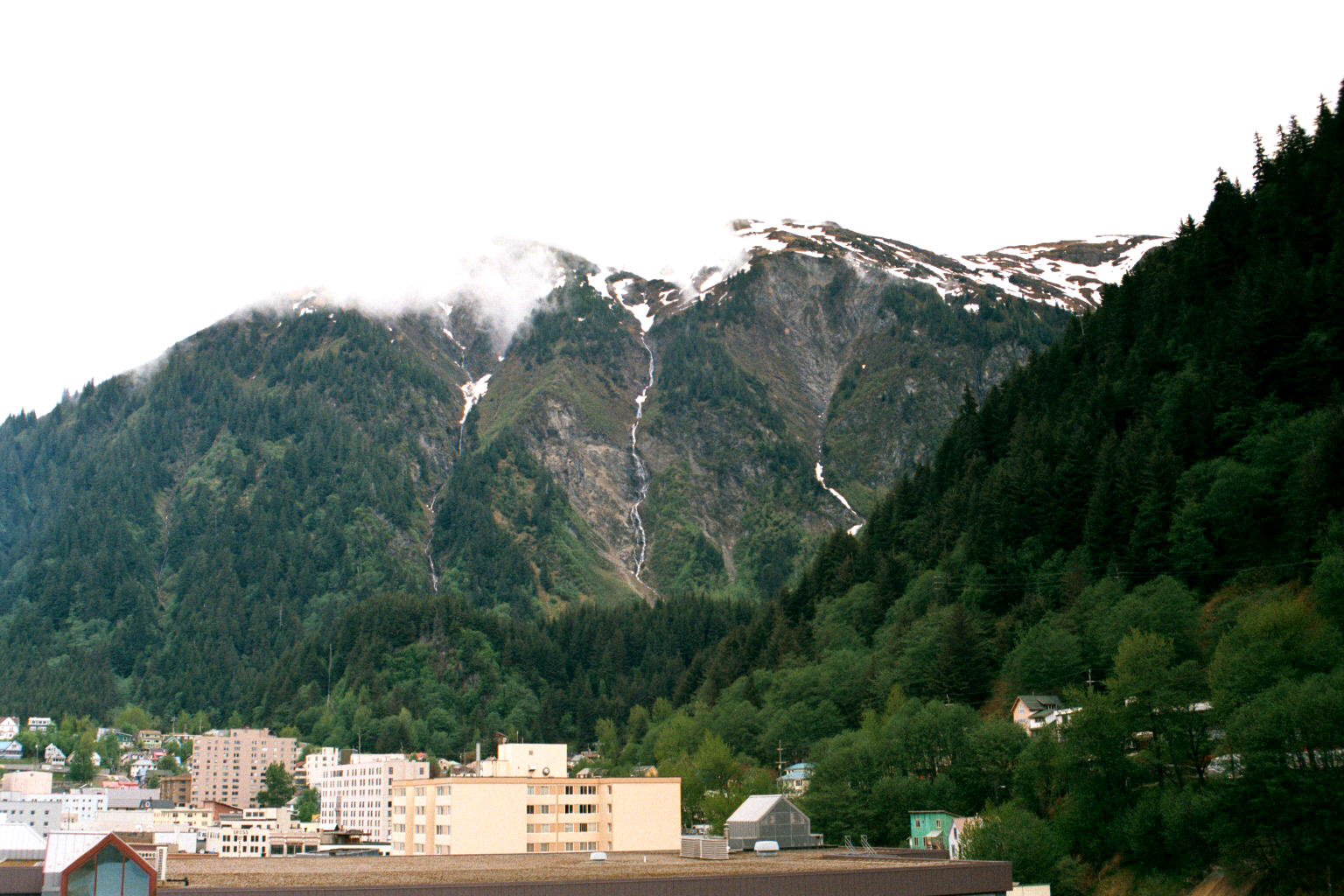
Juneau

Hlavní město státu Aljaška leží při pobřeží na jihovýchodě státu, na úpatí hor Mt. Roberts a Mt. Juneau. Je tu soustředěna státní administrativa, rybářství a ryby zpracující průmysl, dřevařský a těžební průmysl a služby spojené s turismem. Doprava do a z města je v podstatě možná pouze lodí či letadlem.
Juneau se stalo hlavním městem Aljašského teritoria oficiálně v roce 1900, ovšem vláda se sem přestěhovala z bývalého hlavního města Sitka až o 6 let později. Původně tu byla osada indiánů kmene Tlingitů, v roce 1880 bylo v této oblasti objeveno zlato. Doly byly uzavřeny až během druhé světové války v roce 1944 pro nedostatek mužské pracovní síly.
Počet obyvatel: 19 528 (1980), 26 751 (1990), 30 711 (2000).

### Sitka
Hlavní město Aljašky za panování Ruska založil Alexandr Baranov jako jednu z prvních osad. Hlavním ekonomickým zdrojem pro městečko je rybolov a dřevařství. Počet obyvatel: 8 835 (v roce 2000).

### Ketchikan
Jeden z vedoucích přístavů v objemu výlovu lososů na světě. Počet obyvatel: 9 922 (v roce 2000).

### Kodiak
Byl založen Rusy jako centrum obchodu s kožešinami na konci 18. století. Nyní je jedním z nejstarších sídel Aljašky.

### Unalaska
Celkově významný rybářský přístav a hlavní město Aleutských ostrovů.

### Nome
Dříve jedno z největších měst, dnes hlavní přístav v Beringově moři a obchodní centrum.

### Seward
Nachází se tu jižní konec Aljašské železnice. Je to také další významný rybářský přístav.

### Utqiaġvik
Leží nedaleko mysu Barrow a je nejseverněji ležícím sídlem Spojených států.